# Asotin
Asotin (əˈsoʊtən) ist eine Stadt mit dem Status City und der County Seat des Asotin County im US-Bundesstaat Washington. Zum United States Census 2020 hatte Asotin 1.204 Einwohner. Es ist Teil des Lewiston-Clarkston-Metropolitan Statistical Area.

## Geschichte
Der Name „Asotin“ ist von einem Wort aus der Nez-Percé-Sprache mit der Bedeutung „Aalbach“ (engl. „eel creek“) abgeleitet. Die Stadt wurde 1878 von Alexander Sumpster gegründet. Eine Flussfähre in Asotin wurde 1881 eingerichtet.

## Geographie und Klima
Asotin liegt in einer Höhe von 244 Metern über dem Meeresspiegel. Die Stadt liegt am Snake River, der hier die Grenze zu Idaho bildet. Nach dem United States Census Bureau nimmt die Stadt eine Gesamtfläche von 3,08 Quadratkilometern ein, wovon 2,72 km² Land- und der Rest Wasserflächen sind.
In der Region herrschen sehr warme und trockene Sommer, deren monatliche Durchschnittstemperaturen 71,6 °F (22 °C) nicht überschreiten. Nach der Klimaklassifikation nach Köppen und Geiger hat Asotin ein sommerwarmes Mittelmeerklima (abgekürzt „Csb“).

## Demographie

### Census 2010
Nach der Volkszählung von 2010 gab es in Asotin 1.251 Einwohner, 500 Haushalte und 352 Familien. Die Bevölkerungsdichte betrug 460 pro km². Es gab 537 Wohneinheiten bei einer mittleren Dichte von 197,5 pro km².
Die Bevölkerung bestand zu 93,5 % aus Weißen, zu 1 % aus Afroamerikanern, zu 1,5 % aus Indianern, zu 0,6 % aus Asiaten, zu 1 % aus Pazifik-Insulanern, zu 0,2 % aus anderen „Rassen“ und zu 2,2 % aus zwei oder mehr „Rassen“. Hispanics oder Latinos „jeglicher Rasse“ bildeten 2,2 % der Bevölkerung.
Von den 500 Haushalten beherbergten 33 % Kinder unter 18 Jahren, 51,6 % wurden von zusammen lebenden verheirateten Paaren, 13,2 % von alleinerziehenden Müttern und 5,6 % von alleinstehenden Vätern geführt; 29,6 % waren Nicht-Familien. 24 % der Haushalte waren Singles und 11,2 % waren alleinstehende über 65-jährige Personen. Die durchschnittliche Haushaltsgröße betrug 2,5 und die durchschnittliche Familiengröße 2,93 Personen.
Der Median des Alters in der Stadt betrug 41 Jahre. 25,3 % der Einwohner waren unter 18, 6,7 % zwischen 18 und 24, 22,8 % zwischen 25 und 44, 27,8 % zwischen 45 und 64 und 17,6 65 Jahre oder älter. Von den Einwohnern waren 46,8 % Männer und 53,2 % Frauen.

### Census 2000
Nach der Volkszählung von 2000 gab es in Asotin 1.095 Einwohner, 419 Haushalte und 321 Familien. Die Bevölkerungsdichte betrug 402,6 pro km². Es gab 440 Wohneinheiten bei einer mittleren Dichte von 161,8 pro km².
Die Bevölkerung bestand zu 97,08 % aus Weißen, zu 0,18 % aus Afroamerikanern, zu 1 % aus Indianern, zu 0,37 % aus Asiaten, zu 0,18 % aus anderen „Rassen“ und zu 1,19 % aus zwei oder mehr „Rassen“. Hispanics oder Latinos „jeglicher Rasse“ bildeten 1,55 % der Bevölkerung.
Von den 419 Haushalten beherbergten 38,4 % Kinder unter 18 Jahren, 53,9 % wurden von zusammen lebenden verheirateten Paaren, 18,9 % von alleinerziehenden Müttern geführt; 23,2 % waren Nicht-Familien. 19,3 % der Haushalte waren Singles und 9,1 % waren alleinstehende über 65-jährige Personen. Die durchschnittliche Haushaltsgröße betrug 2,61 und die durchschnittliche Familiengröße 2,96 Personen.
Der Median des Alters in der Stadt betrug 39 Jahre. 29,3 % der Einwohner waren unter 18, 6,5 % zwischen 18 und 24, 25,4 % zwischen 25 und 44, 24,6 % zwischen 45 und 64 und 14,2 65 Jahre oder älter. Auf 100 Frauen kamen 88,8 Männer, bei den über 18-Jährigen waren es 81,3 Männer auf 100 Frauen.
Alle Angaben zum mittleren Einkommen beziehen sich auf den Median. Das mittlere Haushaltseinkommen betrug 35.083 US$, in den Familien waren es 37.115 US$. Männer hatten ein mittleres Einkommen von 34.844 US$ gegenüber 21.063 US$ bei Frauen. Das Pro-Kopf-Einkommen betrug 15.257 US$. Etwa 16,4 % der Familien und 19,4 % der Gesamtbevölkerung lebte unterhalb der Armutsgrenze; das betraf 30,2 % der unter 18-Jährigen und 6,8 % der über 65-Jährigen.

## Persönlichkeiten
- Franklin Lee Baldwin (1913–1987), sonderbarer Literatur-Fan, und Duane Weldon Rimel (1915–1996), Autor von Grusel- und Fantasy-Erzählungen sowie Kriminal- und ‚Erwachsenen‘-Romanen; beide waren in Kontakt mit dem Horror-Autor H. P. Lovecraft.
- Burton LeRoy Gordon (1920–2015), Geograph, in Asotin geboren
- Jesse Davis (* 1991), American-Football-Spieler („offensive tackle“, dt. etwa „offensiver Angreifer“) der Miami Dolphins in der NFL, in Asotin geboren